# 布雷斯特湾 (南极洲)

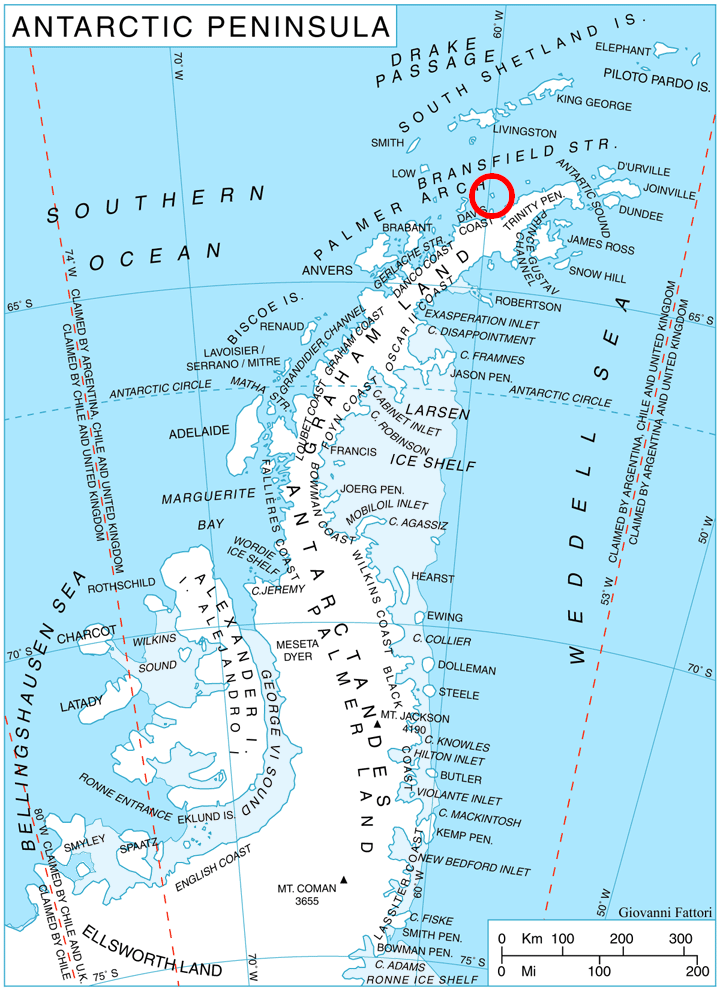

布雷斯特灣（英語：Breste Cove）是南極洲的海灣，位於帕默群島，處於陶爾島東岸，長0.85公里、寬0.7公里，以保加利亞北部鄉鎮命名，現時由南極條約體系管理。